# J. Arthur Rank
Joseph Arthur Rank (* 22. Dezember 1888 in Kingston upon Hull, East Riding of Yorkshire; † 29. März 1972 in Winchester, Hampshire) war ein britischer Filmproduzent.

## Leben
Der Sohn eines Getreidemühlen-Unternehmers trat siebzehnjährig in den väterlichen Betrieb ein. Nach einer religiösen Bekehrung gründete er zur Produktion von Filmen für den Sonntagsschulunterricht die Firma British National Film Company, bei der 1935 der Film The Turn of the Tide entstand.
Er weitete seine Tätigkeit bald auf den Filmvertrieb und die Herstellung von Filmtechnik aus. Mit dem Architekten Charles Boot errichtete er auf dem Anwesen Heatherden Hall die Pinewood Studios, deren Leitung er übernahm, zudem wurde er Ende der 1930er Jahre auch Leiter von Alexander Kordas Denham Film Studios. In den 1940er Jahren war er der bedeutendste Filmproduzent Großbritanniens, für den Regisseure wie Michael Powell, Emeric Pressburger, David Lean und Carol Reed arbeiteten.
Nachdem er in den 1940er Jahren knapp einem Bankrott entgangen war, musste Rank die Pinewood und Denham Studios abgeben. Seine Rank Organisation, verlegte sich aber auf die Rundfunkproduktion, daneben den Betrieb von Hotels und Ballsälen, den Immobilienhandel und gemeinsam mit der Xerox Corporation die Produktion und den Vertrieb von Kopiergeräten in Europa, Afrika und Asien. 
Von 1952 bis 1969 leitete Rank das Familienunternehmen Ranks Hovis McDougall, Ltd., daneben widmete er sich karitativen Tätigkeiten. 1953 gründete er mit seiner Frau die J. Arthur Rank Group Charity (heute: The Rank Foundation).